# Powerliften
Powerliften is een krachtsport die zich concentreert op drie verschillende bewegingen/lifts:
- Squat (kniebuigen)
- Bench press (bankdrukken)
- Deadlift (een gewicht van de grond tillen)

De sport draait er om een maximaal gewicht met correcte uitvoering in één keer te verplaatsen. De sport is een van de meest beoefende krachtsporten, met mannen en vrouwen uit 78 landen die het beoefenen. Het is een individuele sport, waarbij zelfverbetering centraal staat.

## De drie onderdelen

### Squat(kniebuigen)
De uitvoering van de squat is als volgt: de atleet staat rechtop met de halter op zijn achterkant schouders/bovenrug en "zit" vervolgens tot de vereiste diepte is bereikt, de bovenbenen dieper dan horizontaal. Vervolgens poogt de atleet weer omhoog te komen. De uitvoering van de squat kent twee varianten, de zogenaamde high-bar squat en de low-bar squat. Zoals de naam doet vermoeden zit het verschil met name in wat de positie van de stang op de rug is. Bij een highbar squat rust de stang op de bovenkant van de trapezius spier. Dit resulteert in een meer rechtopstaande, smallere positie welke meer gebruikmaakt van de bovenbeenkracht van de lifter. De low-bar squat maakt meer gebruik van de hamstring en onderrug kracht van de lifter door verplaatsing van de stang. De atleet krijgt als het ware een ander hefboomeffect. Hierdoor is men over het algemeen bij low-bar squats in staat om meer gewicht te verplaatsen. Tegenwoordig (21e eeuw) worden bij powerliften soms iets bredere standen gebruikt, met de voeten iets naar buiten.

### Bench press (bankdrukken)
Dit is waarschijnlijk het meest bekende onderdeel. De atleet ligt met ten minste zijn schouderbladen en billen op de bank, terwijl hij met gestrekte armen de halter recht boven zich houdt. Vervolgens laat de atleet de halterstang zakken tot hij stil ligt op de borst en duwt hem daarna weer omhoog. Het is hierbij belangrijk dat de atleet wacht op de signalen van de jury. Allereerst klinkt er een startsignaal, waarbij de atleet de halterstang mag laten zakken. Ligt de halterstang stil op de borst van de atleet? Dan klinkt er weer een signaal ("press"), waarna de atleet de stang omhoog mag duwen. Zodra de armen weer volledig gestrekt zijn klinkt het laatste signaal, namelijk: "rack'. De stang mag dan terug worden gelegd in het rack.
In 2023 is er een nieuwe regel geïntroduceerd. De atleet dient rekening te houden met de zogenaamde "benchdiepte". Dit houdt in dat ten minste één van twee ellebogen een hoek van minimaal 90 graden moet bereiken tijdens het wachten op het "press" signaal. Is dit niet het geval, dan zal de jury een rood lampje geven, wat betekent dat de beurt wordt afgekeurd.

### Deadlift
Terwijl de atleet de halterstang beetpakt, die op de grond rust, probeert de atleet het gewicht op te tillen tot hij rechtop staat met zijn schouderbladen naar achteren. Er zijn 2 soorten deadlift: "sumo", waarbij de voeten ver uit elkaar staan of "conventional" waarbij de voeten dichter bij elkaar staan. Ook zijn er varianten zoals de "romanian deadlift", met een lager gewicht dan de deadlift in een bredere stand, waarbij de voeten op schouderbreedte staan, hierbij worden vooral de hamstrings en bilspieren belast. Bij de stiff-legged deadlift wordt een aanmerkelijk lager gewicht gebruikt, zodat de onderrug en diverse andere spieren getraind kunnen worden.

## Wedstrijden
Bij wedstrijden worden de deelnemers ingedeeld op geslacht, gewicht en leeftijd. De atleet krijgt per discipline drie pogingen, waarbij het zwaarst getilde gewicht meetelt voor het totaal. Aan de hand van het totaal wordt dan de winnaar bepaald. Bij een gelijke score tussen twee of meer atleten wint de atleet met het laagste lichaamsgewicht.
Een wedstrijd begint steeds met een officiële weging van de atleten door een erkend gediplomeerd scheidsrechter. De atleten worden ingedeeld in hun respectievelijke lichaamsgewichtklasse en leeftijdscategorie. Twee uur na de start van de weging start de eigenlijke wedstrijd. De atleet krijgt in de drie wedstrijdbewegingen drie progressieve kansen. De bewegingen worden gekeurd door drie officiële scheidsrechters. Het totaal van de beste goedgekeurde beurt in elk der drie bewegingen maakt de eindrangschikking.

## Europa
Cees de Vreugd uit Katwijk (Zuid-Holland), Nederland, was de eerste Europeaan die in 1985 met powerliften een totaalgewicht van 1000 kg haalde. Tijdens deze wedstrijd, in Den Haag, deed hij een squat met 420 kg. Vlak daarna verbeterde De Vreugd zijn record naar 1002,5 kg. Simon (Siem) Wulfse was de tweede Nederlander die een totaal van 1000 kg haalde, echter niet de tweede Europeaan. Andere bekende Nederlandse powerlifters zijn onder andere sterkste man en voormalig bodybuilder Ab Wolders en sterkste man en powerlifter Gerard du Prie. Du Prie zette enkele wereldrecords neer die pas na het jaar 2000 verbeterd werden. (zo'n 15 jaar later)
Bij de vrouwen is Ielja Strik een van de toppowerlifsters. Zij haalde in 2010 het wereldrecord bankdrukken met 183 kg, in haar gewichtsklasse, wat ze in 2015 verbeterde naar 190 kg in een nog lagere gewichtsklasse (-84 kg).
IJsland is al jaren sterk vertegenwoordigd op het gebied van powerliften en 'Sterkste Man'. Benedikt Magnusson was jarenlang de meester van de deadlift, tot de jongere Eddie Hall uit Leeds, Engeland, hem versloeg en het wereldrecord niet met enkele ponden of kilo's, maar met 35 kg verbeterde naar de 'magische' grens van 500 kg, nog nooit eerder door iemand vertoond met een middellange halter. Diverse bloedingen bij het voorhoofd van Eddie Hall lieten zien dat dit niet geheel zonder risico is, echter hield hij er geen blijvende schade aan over. Artsen waarschuwden hem wel om uit te kijken met zulke recordpogingen, er was al een IJslander overleden in 1993, na zwaar powerliften; IJslander Jón Páll Sigmarsson had zelfs de lijfspreuk" Het heeft geen zin om te leven als je niet kunt deadliften." In 1993 overleed hij echter aan een hartstilstand, door een gescheurde lichaamsslagader, vanwege (te) zwaar deadliften.
Op 9 augustus 2014 zette Magnusson het record deadlift nog op 461 kg, waar Eddie Hall dat ook liftte, maar de poging afgekeurd werd, omdat hij het gewicht direct weer liet vallen. Vanaf 2015 was Eddie Hall niet meer te stoppen en liet hij Magnusson, die jarenlang aan de top stond met deadlift (en ook wel de twee andere powerliftoefeningen), ver achter zich.

## Wereldrecords en andere records (selectie)

### Deadlift
1. 500 kg, Eddie Hall, Giants Live, Leeds, Engeland (9 juli 2016) 125+ kg klasse. Hall verbeterde het record met liefst 35 kg (van 465 naar 500)) en liet de vorige deadliftkampioen die jaren de titel had, (Benedikt Magnusson) ver achter zich.
2. 501 kg, Hafþór Júlíus Björnsson verbreekt te Reykjavik, IJsland, het wereldrecord van Eddie Hall, met 1 kg, tot 501 kg op 2 mei 2020, echter in zijn eigen gym, niet in competitie, dus dit is een officieus record. (barbend.com)
3. 480 kg, wereldrecord zonder 'powersuit', Hafþór Júlíus Björnsson, 15 februari 2020
4. 398,5 kg, Ray Williams, wereldrecord raw (zonder speciale hulpmiddelen) 17 juni 2018 (IPF 120+ kg klasse).[2]
5. 537,5 kg, Partial deadlift ( 18" ) Oleksii Novikov uit Oekraïne, wereldrecord, 15 november 2020, tijdens wedstrijd Sterkste Man van de Wereld 2020 te Florida (Bradenton Gulf Islands), die hij ook won
6. 536 kg, Eddie Hall, Silver dollar Deadlift (hij deadlifte zijn eigen boeken in een speciale halter met een totaalgewicht van 536 kg), wereldrecord, 19 oktober 2017[3]
7. Met hummerbanden en langere halter: Žydrūnas Savickas 524,5 kg
8. 420 kg, raw (zonder powersuit, straps e.d.) Jitse Kramer, Leeuwarden, 16 juni 2021, met Wout Zijlstra als scheidsrechter. Nederlands record.[4]
9. 413 kg, Jitse Kramer, Arnold Strongman Santa Monica, (voormalig) Nederlands record deadlift (20 januari 2019)
10. 473 kg, Hafþór Júlíus Björnsson, Elephant bar deadlift (extra lange halter met gewone gewichtschijven) wereldrecord (3 maart 2018)
11. Met één (rechter)hand: Hermann Goerner, 330 kg (8 oktober 1920, onofficieel)[5] Officieel: Leipzig, 29 oktober 1920: 301 kg[5]
12. Voor reps: 8 x 353 kg, binnen 1 minuut, Mitchell Hooper, Canada, Sterkste Man van de Wereld, Myrtle Beach, 19 april 2023 (wereldrecord)
13. Wereldrecord bij de dames (Women's World Record) juli 2024, Lucie Underdown, 318 kg
14. Voor reps: 11 × 300 kg, binnen 40 seconden, Jitse Kramer (22 januari 2018) PR
15. 125 kg Karen Skalvoll Arnold Classic Disabled Strongman competition, wereldrecord (7 maart 2017).[6]

### Squat

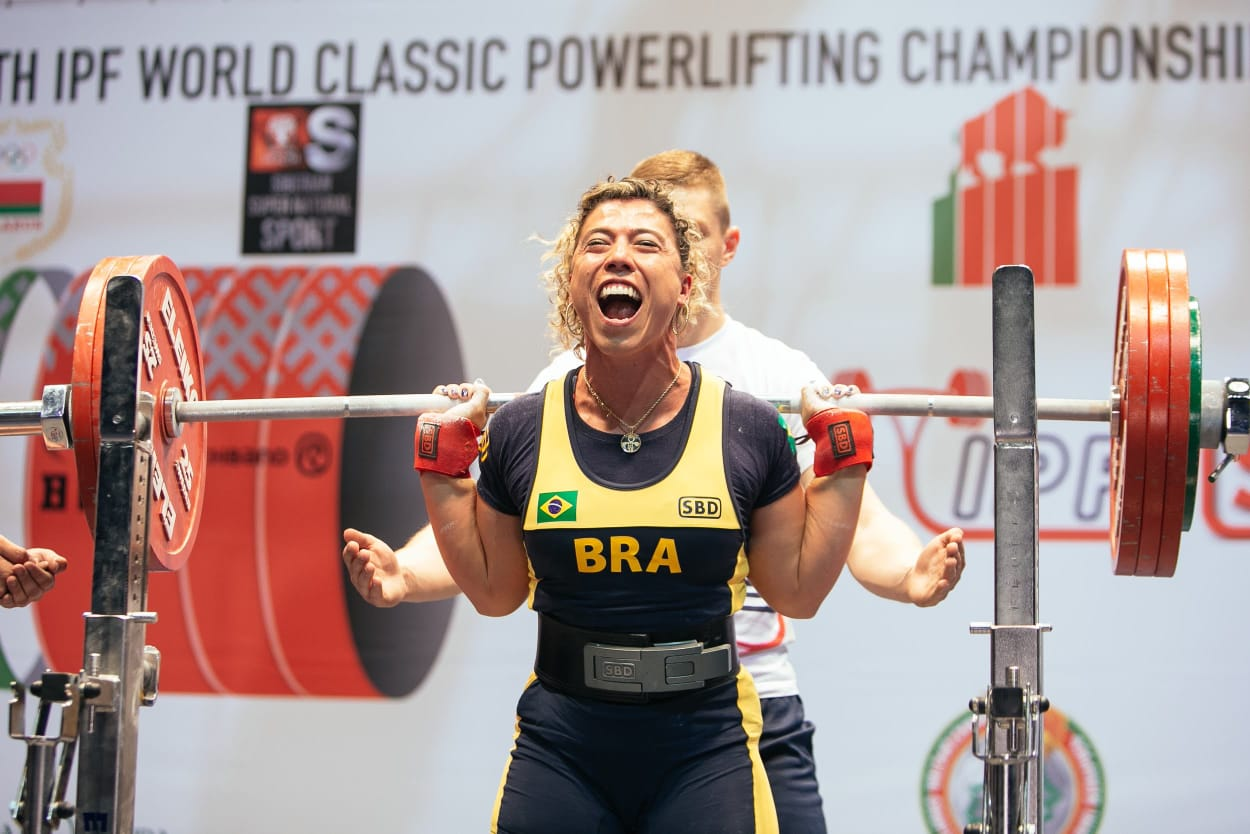
Wereldrecord squat dames -72 kg, 2019, Ana Rosa Castellain, uit Brazilië, 212.5 kg

1. 575 kg, Jonas Rantanen, 8 oktober 2011 Bullfarm Powerlifting Championships in Helsinki.
2. 478 kg, Jesus Olivares, IPF Sheffield 2024. Wereldrecord raw.[7]
3. 456 kg (raw, zonder hulpmiddelen zoals (speciale) kniebanden, steunen, powersuit, e.d.) Ray Williams, 16 oktober 2016, USAPL Raw Nationals[8]
4. 422,5 kg. Cees de Vreugd, oktober 1985, Zevenaar. Lichaamsgewicht 142 kg. Zonder powersuit (wat het lichaam strak bij elkaar houdt) in 2024 ongeëvenaard (39 jaar). Nederlands record. (verbeterd van 420 naar 422,5, hetzelfde jaar)
5. 425 kg. Marto Metselaar, lichaamgewicht 121 kg, september 2024, Nederland, met powersuit. Nederlands record. Guinness record.
6. 360 kg: Jaroslaw Olech - IPF Masters 40+ -75 kg (op 44-jarige leeftijd, 2017) wereldrecord[9][10]
Olech zette in 2008 een wereldrecord neer in zijn gewichtsklasse en zet 9 jaar later als master (40+) weer een wereldrecord neer, met hetzelfde gewicht.
7. 320 kg: 15 reps in 35 seconden. Wereldrecord, door Eddie Hall, Wsm mei 2017, Botswana[11]
8. 329,5 kg squat lift, Sterkste Man van de Wereld, 2014 (reps) - 15 reps door Žydrūnas Savickas
9. 312,5 kg Wereldrecord squat (dames), Bonica Lough, geboren 1988 (VS), 17 november 2017, in Pilsen.[12]
10. 285 kg Master I (40+) Franklin León uit Ecuador, te Druskininkai, Alytus, Litouwen, 13 november 2023
11. 280,5 kg Ab Wolders, -120 kg (Masters III (60+ jaar)) WK 2014 (Pilsen, Tsjechië)
12. 223 kg Karlina Tongotea, Nieuw-Zeeland, (IPF dames tot 76 kg), december 2022 (wereldrecord)
13. 215,5 kg Rebecca Coggle, Verenigd Koninkrijk (IPF dames 84+ kg klasse), Masters I (40+), 13 oktober 2023, wereldrecord
14. Meeste squats met 130 kg in 2 minuten door een vrouw: Maria Strik uit Nederland, 29 reps Guinness Record (2013)[13]
15. 97,5 kg; Naomi Kutin uit Texas, 10 jaar oud en 42 kg. Raw squat, wereldrecord, januari 2012.

### Bankdrukken
1. 501 kg, Will Barotti - Met benchshirt, 30 juni 2020 - 2020 MM Power Wars in New York. Er werd een speciale techniek gebruikt, die sommige atleten als 'smokkelen' beschouwen, maar door de powerliftbonden toch toegestaan is. De armen maken hiermee een iets kortere beweging, mede door de vaak grote borstpartij van de bankdrukker.[14] Met een relatief kleine borstpartij en de bank geheel horizontaal, is het onmogelijk om zo'n hoog gewicht uit te drukken.
2. Raw, het 'echte' wereldrecord (zonder hulpmiddelen) Julius Maddox, hij drukte op 21 februari 2021: 355 kg;
3. Raw, het wereldrecord bij de IPF door de Algarijnse Ilyas Boughalem, 17 juni 2018, hij drukte: 281,5 kg;
4. 238 kg raw, Franco Columbu (VS/IT), Verenigde Staten (1975). Wereldrecord onder de 90 kg, van de toen slechts 1.65 lange en 89 kg zware bodybuilder, powerlifter, bokser, voedingsdeskundige en chiropractor. (gewichtsklasse: overall);
5. Reps 38 × 143 kg Bruno Sammartino (VS/IT) (1968) raw (zonder hulpmiddelen)[15];
6. Reps 10 x 183 kg Larry Wheels, op 18-jarige leeftijd (2013) (persoonlijk record, geen officieel wereldrecord, hoewel het nog niet verbeterd is anno 2025)
7. World's strongest man Bodyweight Bench press Challenge - 2e plaats (reps) Krzysztof Radzikowski (PL), (eigen lichaamsgewicht) 24× 145 kg (na twee maanden revalidatie, nadat hij net weer met trainen begonnen was op 17 oktober 2015) Zijn record bankdrukken (1x) is 300 kg.[16];
8. Met dumbbells: 1 rep met 220 kg (2x 110 kg) Eddie Hall, 6 januari 2020, wereldrecord.
9. 205 kg  de Russin Irina Lugovaya (RUS) (2010) 90+ kg klasse;
10. 166 kg door de Belg Jean-Claude Van Damme, in zijn tijd als bodybuilder en karateka, op 19-jarige leeftijd. Twee keer zijn lichaamsgewicht, van toen 83 kg.[17]
11. 150 kg (331 lb) door de Amerikaanse Jennifer Thompson 63 kg (2014, op 40-jarige leeftijd met een lichaamsgewicht van 63 kg en een lengte van 164 cm) wereldrecord in alle klassen tot 65 kg voor dames) Op 25 januari 2017, twee jaar nadat ze stopte met wedstrijden, bankdrukte ze 325 lb (148 kg) raw (zonder hulpmiddelen haar PR) voor een heel Americanfootballteam. Dat is het gewicht wat deze gemiddeld twee keer zo grote mannen ongeveer als maximum drukken, uitzonderingen daargelaten.[18]
12. 140 kg; senioren boven 70 jaar, door Engelsman David French (27-06-2018 op 72-jarige leeftijd) bij FW Urban Gym, onder toeziend oog van Eddie Hall, Sterkste Man van de Wereld (2017) en wereldrecordhouder deadlift (2017/2018).
13. 99,5 kg; Tiffany Chapon, Frankrijk, damesklasse tot  47 kg (wereldrecord IPF) 11 juni 2023, te San Ġiljan, Malta.

## Totaalgewicht (kleine selectie)
1. 1152.5 kg  door de Amerikaan Jesus Olivares te Totel, Sheffield, maart 2023 (wereldrecord 120+ klasse)
2. 1000 kg  Eerste Europeaan die dit gewicht haalde, Cees de Vreugd, 1985 te Den Haag, later dat jaar verbeterde hij zijn pr naar  1002,5 kg (voormalig Europees record, 100+ klasse)
3. 617.5  Kheycie Romero (vrouw) (lichaamsgewicht: 100 kg), Miami, Florida, 19 februari 2023 (wereldrecord)[19]

## Nederland
- De Nederlandse Powerliftingbond maakt deel uit van de KNKF en heeft een eigen bondsbestuur, waarvan de voorzitter vertegenwoordigd is in het federatiebestuur van de KNKF. De Nederlandse Powerliftingbond is aangesloten bij de EPF (European Powerlifting Federation) en de IPF (International Powerlifting Federation). Het gebruik van doping bij deze bond is verboden, er vinden tijdens wedstrijden dopingtesten plaats. De meeste leden van de bond doen mee aan de classic (raw) wedstrijden, hierbij mogen geen pakken worden gebruikt. Bij de minder populaire equipped wedstrijden mag dit wel, hierbij zijn pakken toegestaan met één laag stof (single ply gear).
- Powerlifting Holland is opgericht door Erik Butzelaar, Jeroen de Boed en Jaap Fahner op 21 maart 2003 in Emmeloord. Powerlifting Holland is internationaal aangesloten bij de WPF (World Powerlifting Federation) en het EPC (European Powerlifting Congres). Bij Powerlifting Holland vinden er geen dopingcontroles plaats en mag er naast single ply gear ook gebruik worden gemaakt van briefs (een half pak, wat op een broek lijkt).

### Leeftijdscategorieën
De indeling van leeftijdscategorieën is afhankelijk van de federatie waaronder een wedstrijd/competitie wordt gehouden.

#### WPF
- Open: 15 jaar en ouder
- Tieners: 15-19 jaar
- Junior: 20-23 jaar
- Master: 40-44, 45-49, 50-54, 55-59, 60-64, 65-69, 70-74, 75-79 en 80+.[20]

#### IPF
- Open division: 24+
- Sub-Junioren: 14-18
- Junioren: 19-23
- Masters mannen: 40-49 (Masters 1), 50-59 (Masters 2), 60-69 (Masters 3), 70+ (Masters 4)
- Masters vrouwen: 40-49 (Masters 1), 50-59 (Masters 2), 60+ (Masters 3)

### Gewichtsklassen
De indeling van gewichtsklassen is ook afhankelijk van de federatie waaronder een wedstrijd/competitie wordt gehouden.

#### IPF
Mannen -
1. t/m 53 kg (alleen Sub-Junior & Junior)
2. t/m 59,0 kg
3. 66 kg klasse: 59,01 - 66,0 kg
4. 74 kg klasse: 66,01 - 74,0 kg
5. 83 kg klasse: 74,01 - 83,0 kg
6. 93 kg klasse: 83,01 - 93,0 kg
7. 105 kg klasse: 93,01 - 105,0 kg
8. 120 kg klasse: 105,01 - 120,0 kg
9. 120 kg+ klasse: 120.01 kg en zwaarder (onbeperkt)

Vrouwen -
1. t/m 43  kg (alleen Sub-Junior & Junior)
2. t/m 47,0 kg
3. 52 kg klasse: 47,01 - 52,0 kg
4. 57 kg klasse: 52,01 - 57,0 kg
5. 63 kg klasse: 57,01 - 63,0 kg
6. 69 kg klasse: 63,01 - 69,0 kg
7. 76 kg klasse: 69,01 - 76,0 kg
8. 84 kg klasse: 76,01 - 84,0 kg
9. 84 kg+ klasse: 84,01 kg en zwaarder (onbeperkt)

## Powerliftrecords Nederland (selectie)

### Squats
1. 420 kg, C. de Vreugd, 125 kg+, Powerliftingbond, 7 april 1985, Den Haag
2. 425 kg, M. Metselaar, 120 kg+, 31 augustus 2024, Beverwijk[23]
3. 390 kg, Erwin Krokkee, 100 kg, Powerlifting Holland, 24 juni 2006, Wenen
4. 380 kg, Jordi Snijders, +120 kg, KNKF Sectie Powerliften, 18 november 2017, Pilsen (Tsjechië) (met squatsuit en kniebanden)
5. 370,5 kg, Sebastiaan Tempelaars, +120 kg, KNKF Sectie Powerliften, 4 september 2021, Hamm (Luxemburg)
6. 300,5 kg, Bob van den Boogaard, -93 kg, KNKF Sectie Powerliften, 22 april 2018, Tilburg
7. 280,5 kg Ab Wolders, -120 kg (Masters III (60+ jaar)) WK 2014 (Pilsen, Tsjechië) Wereldrecord in 2014
8. 210 kg, Lucas Gijsbertsen, 77,5 kg, Powerliftingbond, 13 mei 2012, Gramsbergen
9. 150 kg, Stefan Nguyen, 67,5 kg Powerliftingbond, 04 juni 2012, Helmond
10. 300,5 kg, Bob van den Boogaard, -93 kg, KNKF Sectie Powerliften, 22 april 2018, Tilburg
11. 370,5 kg, Sebastiaan Tempelaars, 120+ kg, KNKF Sectie Powerliften, 4 september 2021, Hamm (Luxemburg)
12. 206 kg, Ielja Strik, -84 kg, KNKF Sectie Powerliften, 27 maart 2015, Pilsen (Tsjechië)
13. 50 kg, Alicia van Straten, -47 kg, Sportcentrum TopFit, 24 september 2016, Nijmegen (subjunioren record)[24]
14. 190 kg, Iris Scholten, -63 kg, KNKF Sectie Powerliften, 30 september 2021, Halmstad (Zweden)
15. 161 kg, Pleun Dekkers, -52 kg, KNKF Sectie Powerliften, 9 december 2021, Våsteräs (Zweden)

### Bankdrukken
1. 325 kg, Jordi Snijders, +120 kg, KNKF Sectie Powerliften, 18 november 2017, Pilsen (Tsjechië)  (met benchshirt)
2. 265 kg, Mark Neele, 125 kg, Powerliftingbond, 15 oktober 2006, Alkmaar
3. 252,5 kg, Jordi Snijders, Powerliftingbond, 17 september 2011, Cuijck
4. 240.5 kg, Erwin Krokkee, 100 kg, Powerlifting Holland, 25 juni 2005, Emmeloord
5. 235 kg, Jordi Snijders, -120 kg, KNKF Sectie Powerliften, 12 juni 2016, Tilburg
6. 251 kg, Sebastiaan Tempelaars, 120+ kg, KNKF Sectie Powerliften, 4 september 2021, Hamm (Luxemburg)
7. 205 kg, Lucas Gijsbertsen, 77,5 kg, Powerliftingbond, 13 mei 2012, Gramsbergen
8. 190 kg, Ielja Strik, -84 kg, World Masters Bench Press Championships, 22 mei 2015[25]
9. 115 kg, Iris Scholten, -63 kg, KNKF Sectie Powerliften, 9 december 2021, Våsteräs (Zweden)
10. 105 kg, Janneke Brauckman, -57 kg, KNKF Sectie Powerliften, 27 september 2021, Halmstad (Zweden)
11. 70 kg, Ianthe van Belzen, -47 kg, KNKF Sectie Powerliften, 3 september 2019, Hamm (Luxemburg)

### Deadlift
1. 420 kg, J. Kramer (150 kg+), officiële deadlift, raw (ook zonder straps) in Leeuwarden, 16 juni 2021
2. 310,5 kg, Joey Ma, -83 kg, KNKF Sectie Powerliften, 23 maart 2018, Tilburg
3. 353 kg, Christophe Rebreyend, -120 kg, KNKF Sectie Powerliften, 30 mei 2021, Maasland
4. 165 kg, Pleun Dekkers, -52 kg, KNKF Sectie Powerliften, 9 december 2021, Våsteräs (Zweden)
5. 192,5 kg, Iris Scholten, -63 kg, KNKF Sectie Powerliften, 30 september 2021, Halmstad (Zweden)
6. 205 kg, Cathelijne Gort, -76 kg, KNKF Sectie Powerliften, 6 december 2021, Våsteräs (Zweden)
7. 221 kg, Iris Kensenhuis, -84 kg, KNKF Sectie Powerliften, 24 maart 2019, Tilburg
8. 228,5 kg, Ilrish Kensenhuis, 84+ kg, KNKF Sectie Powerliften, 8 december 2019, Kaunas (Litouwen)

### Totaal
1. 1.002,5 kg, C. de Vreugd, 125 kg+, Powerliftingbond, 12 oktober 1985, Zevenaar (zonder benchshirt)
2. 1.025 kg, Jordi Snijders, 120 kg+, KNKF Sectie Powerliften, 18 november 2017, Pilsen (Tsjechië) (met benchshirt)
3. 901 kg, Erwin Krokkee, 100 kg, Powerlifting Holland, 25 juni 2005, Emmeloord
4. 920 kg, Jordi Snijders, -120 kg, Powerliftingbond, 23 februari 2014, Alkmaar
5. 635 kg, Lucas Gijsbertsen, 77,5 kg, Powerliftingbond, 13 mei 2012, Gramsbergen
6. 170 kg, Alicia van Straten, -47 kg, Sportcentrum TopFit, 24 september 2016, Nijmegen

## België
De Belgische records totaalgewicht, bij de Drug Free Powerlifting Federation, bij de mannen, liggen bij de zwaargewichten tussen de 650 en 800 kg.

## Oudste powerlifter
De Amerikaanse dame Edith Murway begon op haar 91e met powerliften. Vanwege haar leeftijd deed ze alleen aan deadlift en bankdrukken. Haar persoonlijke record ligt rond de 100 kg. Ze overleed in 2023 op 101-jarige leeftijd, na in 2022 het Guinness Book of Records te hebben gehaald.